# The Sandman (catch)
James « Jim » Fullington, né le 16 juin 1963 à Sandy dans l'Utah, est un ancien catcheur (lutteur professionnel) américain. Il a travaillé pour l'Extreme Championship Wrestling, où il développe son statut d'« Hardcore Icon »,  la Total Nonstop Action Wrestling et la World Wrestling Entertainment sous le nom de Sandman et à la World Championship Wrestling sous le nom de Hardcore Hak. Il détient le record de nombre de possession du titre de champion du monde de l'ECW qu'il a remporté à cinq reprises.

## Carrière

### World Championship Wrestling (1998-1999)
Il subit une défaite face à Goldberg lors de son premier soir à la World Championship Wrestling. En 1999, il entame une rivalité avec Bam Bam Bigelow et Raven.
Il a laissé sa marque dans la section hardcore de la WCW avec ses matchs violents notamment contre Raven. Il ne restera que huit mois à la World Championship Wrestling avant de retourner à la Extreme Championship Wrestling.

### Total Nonstop Action Wrestling (2003-2004)
En 2003, après la mort de la Extreme Championship Wrestling, il se joint à la Total Nonstop Action Wrestling et avec Raven et Justin Credible, plus tard avec Perry Saturn et New Jack, ils fondent le clan « Extreme Revolution ».

### World Wrestling Entertainment (2005-2007)
En 2005, lors de One Night Stand il apparaît avec Tommy Dreamer dans un match contre les Dudley Boyz.
Le 11 juin 2006, lors de l'édition suivante de One Night Stand, il apparaît et s'attaque à Eugene avec son shinaï.

#### ECW (2006-2007)

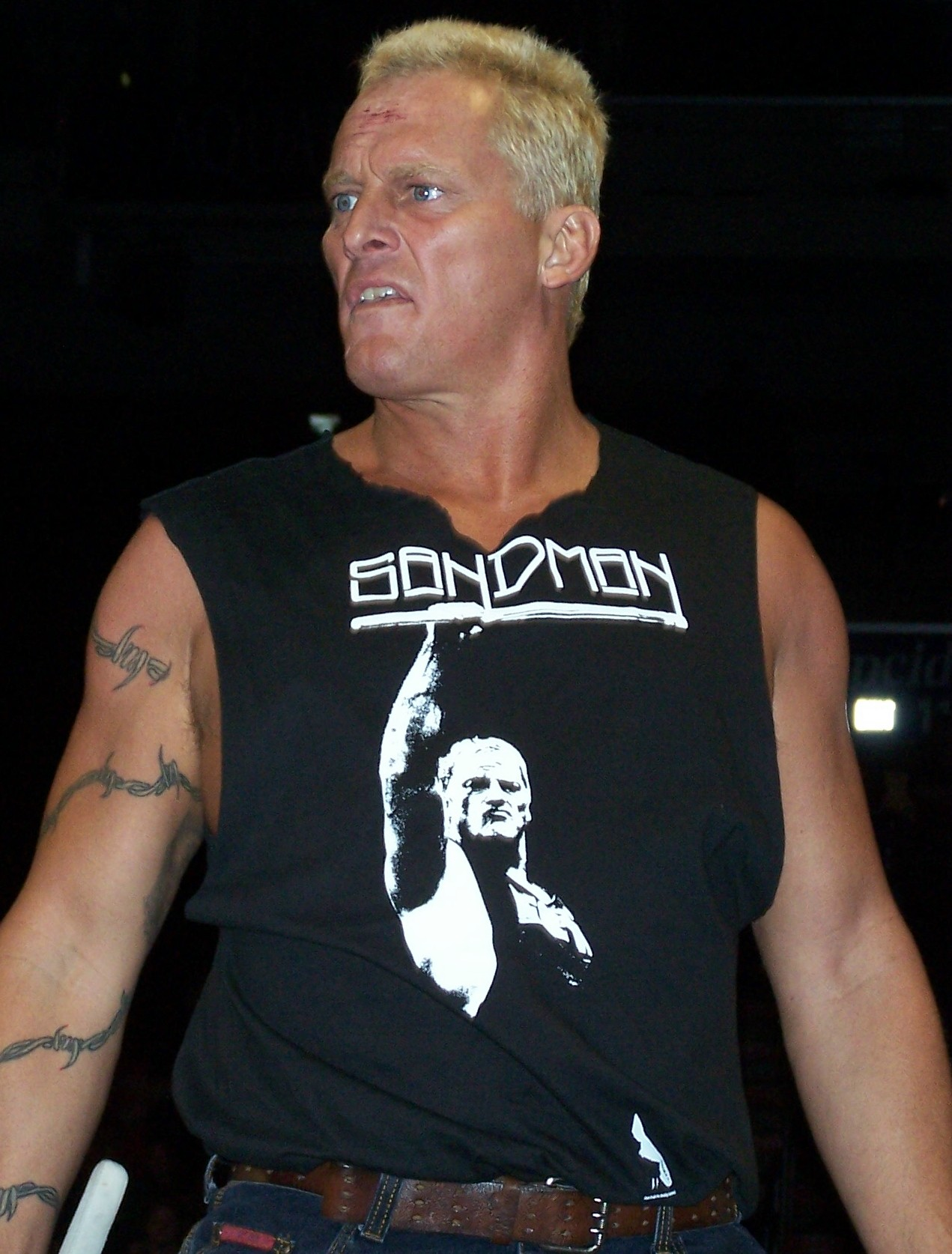
Sandman à la ECW en 2006.

Il apparaît dans la bataille royale à WWE Vs ECW head to head où il avait éliminé notamment Carlito.
Lors du premier soir à la ECW de la WWE, il bat Zombie.
Il apparaît dans le Lumberjack match : John Cena vs Sabu comme l'un des bûcherons de la ECW, les bûcherons alliés du Sandman étaient Balls Mahoney, Stevie Richards, Tommy Dreamer, Kevin Thorn, etc. Il participe furtivement au Royal Rumble 2007 : après être entré sur le ring avec son kendo stick, il frappe tous les catcheurs présents avec, jusqu'à être éliminé au bout de quelques secondes par King Boooker.
Il se joint après aux ECW Originals pour faire face au New Breed (le principal ennemi du Sandman était Matt Striker) pour une rivalité mettant en scène « l'ancien esprit de la ECW », les Originals et les nouveaux signés après le rachat par la WWE (le New Breed). Après une longue rivalité, Sabu, Rob Van Dam, Tommy Dreamer et Sandman battent Matt Striker, Marcus Cor Von, Elijah Burke et Kevin Thorn à Wrestlemania 23. Le 16 mai, Sabu est renvoyé et Rob Van Dam décide de prendre un peu de repos laissant Sandman et Tommy Dreamer seuls face à New Breed. Ils s'allieront plusieurs fois avec CM Punk pour battre leurs adversaires. Le 4 juin, Dreamer, Sandman et Balls Mahoney affrontent Bobby Lashley dans un match handicap trois contre un. Lashley remporte pourtant le match.

#### Raw et départ (2007)
Le 17 juin 2007, il est drafté à RAW.
Il entame une rivalité avec Carlito, Sandman perd son premier match après avoir frappé le crâne de Carlito avec son shinaï.
Lors du 3e match entre Carlito et le Sandman, William Regal vient aider Carlito, mais Jim Duggan est venu en aide au Sandman. Une rivalité par équipe commence.
Au Great American Bash 2007, Carlito le bat dans le match préféré du Sandman, le Singapore cane match.
Il s'en est ensuite pris à un ancien champion intercontinental, The Honky Tonk Man, en l'attaquant avec son shinaï.
Il bat William Regal et Carlito dans un Handicap match Hardcore. Le contrat du Sandman a expiré le 29 septembre 2007.

### Circuit indépendant (2007-présent)
The Sandman fait ses débuts à la AWR.

### Retour à la TNA (2010)

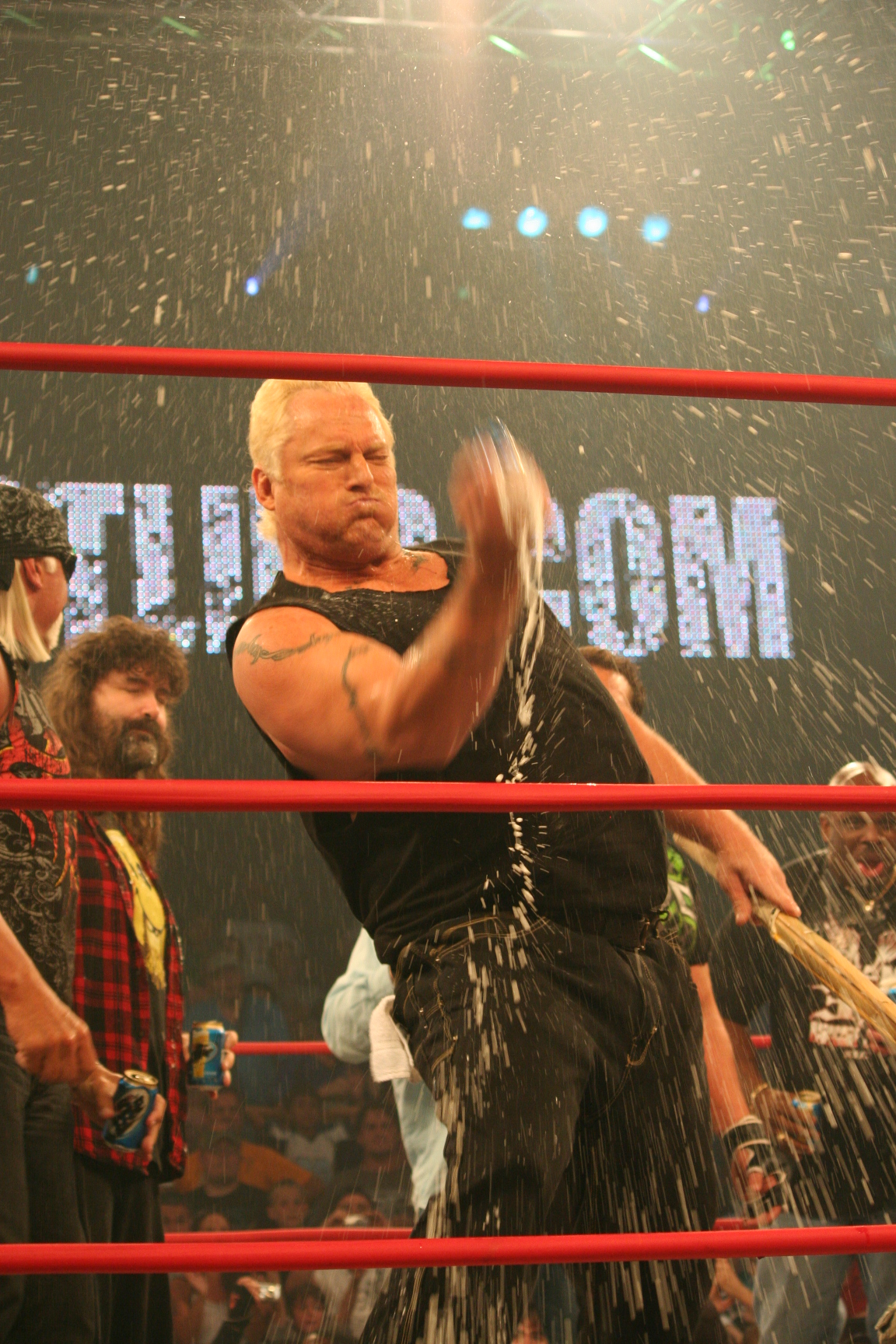
Sandman à la TNA en 2010.

The Sandman a fait une apparition à la fin de l'édition d'Impact du 5 août où il a attaqué avec son kendo stick les membres de Fortune et a donc aidé par la même occasion Tommy Dreamer et son groupe d'ex-ECW. Il a participé au pay-per-view Hardcore Justice (Pay-per-view consacré aux anciens membres hardcores de la ECW) durant lequel il a attaqué son ancien rival Justin Credible après son match avec Stevie Richards.

### Deuxième retour à Impact Wrestling (2019-...)
Le 31 mai 2019 lors de l'épisode de Impact, il effectue son retour armé d'un kendo stick pour venir en aide à Eddie Edwards qui se faisait agresser par Killer Kross. Il offre ensuite son kendo stick à Edwards, ce qui pourrait faire penser à une passation de flambeau.
Lors de l'épisode de Impact du 14 juin, il perd par soumission contre Killer Kross qui continue de l'étrangler après le match avant qu'il ne soit secouru par Eddie Edwards.

## Palmarès
- All Entertainment Action Wrestling
  - 2 fois AEAW American Heavyweight Championship
  - 1 fois AEAW Hardcore Wrestling Championship
- Extreme Championship Wrestling
  - 5 fois ECW World Heavyweight Championship (Record du plus de règnes)
  - 3 fois ECW World Tag Team Championship (avec 2 Cold Scorpio)
  - 1 fois ECW Television Championship
  - Hardcore Hall Of Fame (2007)
- Frontier Martial-Arts Wrestling
  - 1 fois WEW World Tag Team Championship (avec Kodo Fuyuki)
- Future of Wrestling
  - 1 fois FOW Hardcore Championship
- International Wrestling Cartel
  - 1 fois IWC Heavyweight Championship
- Stars and Stripes Championship Wrestling
  - 1 fois SSCW Heavyweight Championship
- Total Nonstop Action Wrestling
  - Hard 10 Tournament winner (2003)
- USA Pro Wrestling
  - 1 fois USA Pro United States Championship
- Universal Wrestling Federation
  - 1 fois UWF Universal Heavyweight Championship
- Westside Xtreme Wrestling
  - 1 fois wXw Hardcore Championship
- Xtreme Pro Wrestling
  - 1 fois XPW King of the Deathmatch Championship
  - 1 fois XPW World Heavyweight Championship